# Aplatacris
Aplatacris is een geslacht van rechtvleugeligen uit de familie Romaleidae. De wetenschappelijke naam van dit geslacht is voor het eerst geldig gepubliceerd in 1875 door Scudder.

## Soorten
Het geslacht Aplatacris omvat de volgende soorten:
- Aplatacris arborineurus Campos Rivadeneira, 1927
- Aplatacris colorata Scudder, 1875
- Aplatacris robertsi Rehn, 1944